# Giovanni Milani & Nipoti
La ditta Giovanni Milani & Nipoti è stata un'azienda tessile fondata a Busto Arsizio nel 1870 dall'imprenditore Giovanni Milani.

## Storia
Nei primi anni l'azienda si occupava esclusivamente del commercio di prodotti tessili provenienti da altre ditte della città, ma si trasformò presto in una manifattura sotto la guida di Benedetto Milani, nipote di Giovanni. Nei primi anni del XX secolo la ditta contava circa 1500 telai meccanici e un migliaio di operai, nonostante la gestione rimasta strettamente di carattere familiare.
Dopo la morte di Benedetto Milani l'azienda passò in gestione ai figli, i quali ampliarono l'attività aprendo stabilimenti: Austoni & Milani a San Bartolomeo (BS), filatura a Castiglione Olona, manifattura a Bienate e cotonificio a Sacconago, comune che nel 1928 fu aggregato a Busto Arsizio. Questo sviluppo vide un incremento anche grazie allo scoppio della prima guerra mondiale, quando iniziò a produrre forniture belliche, produzione che continuò per tutto il ventennio fascista.
Con la crisi del secondo dopoguerra la Milani & Nipoti ebbe un periodo di grande difficoltà e cessò definitivamente la produzione negli anni 1960.

## Lo stabilimento di Busto Arsizio

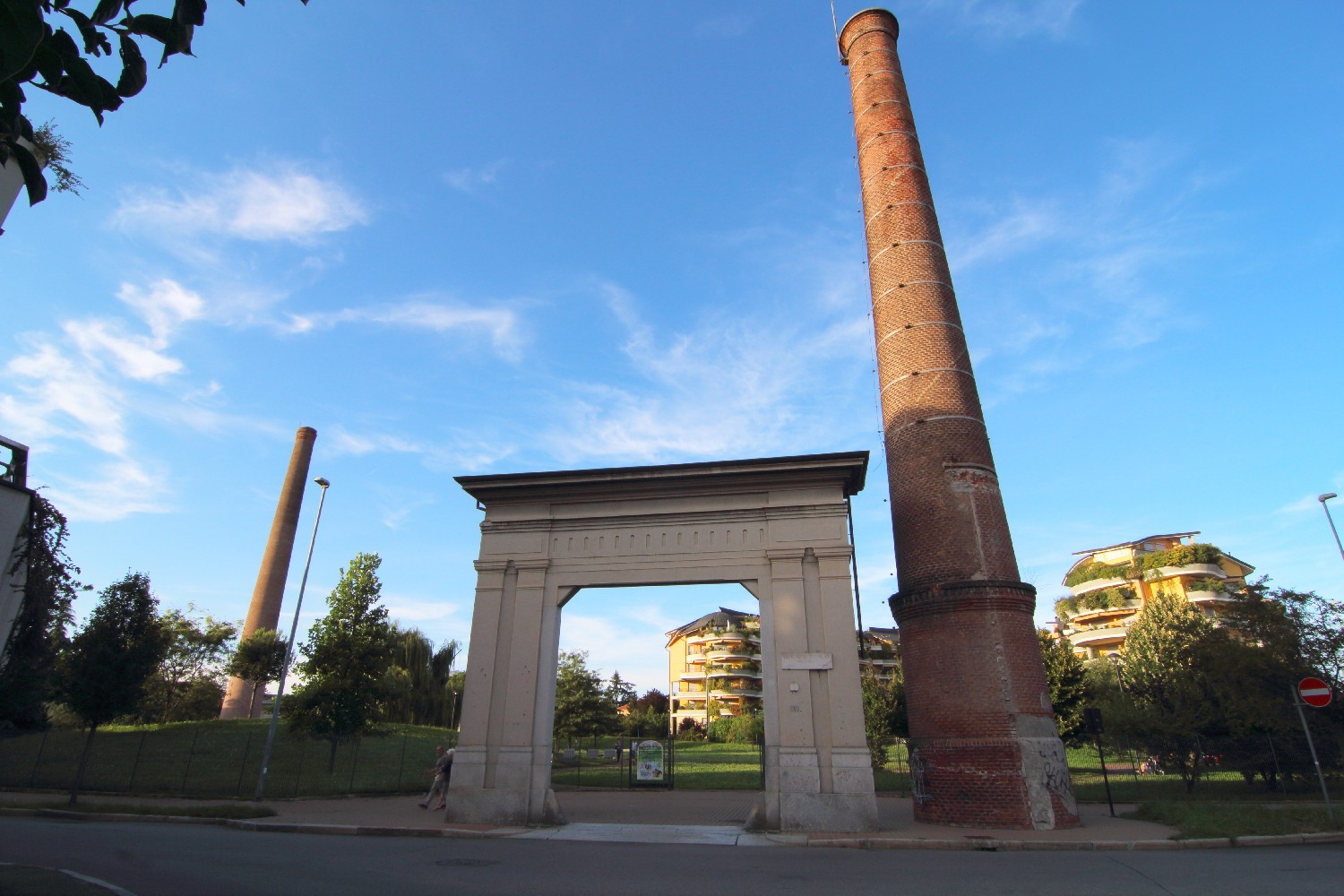
L'ingresso del parco Milani a Busto Arsizio, con le due ciminiere e l'ingresso dello stabilimento della Milani & Nipoti

Lo stabilimento di Busto Arsizio sorgeva in via XX settembre: era un composto da diverse costruzioni coperte a shed e con minime decorazioni limitate a porte e finestre, dove erano presenti elementi in rilievo. Questo stabilimento venne edificato tra il 1880 e gli anni 1920.
Di questo stabilimento oggi rimane solo la palazzina degli uffici, mentre al posto dei capannoni dell'azienda oggi si trova un parco (parco Milani) che conserva l'ingresso della ditta e due ciminiere.